# Václav Laurin
Václav Laurin (ur. 27 września 1865, zm. 4 grudnia 1930) – czeski mechanik i konstruktor, wspólnie z Václavem Klementem twórca przedsiębiorstwa Laurin & Klement, obecnie Škoda Auto.

## Życiorys
Rodzice planowali mu karierę ślusarza. Po ukończeniu szkoły praktykował w zakładzie ślusarskim, skończył kurs obsługiwania maszyn parowych w Dreźnie i migrował za pracą do różnych miast Czech i Niemiec. W Turnovie na północy Czech prowadził ze wspólnikiem montownię rowerów, a po upadku przedsiębiorstwa przeprowadził się do Mladej Boleslav i zamierzał otworzyć tam taki sam zakład. To właśnie te zamiary sprawiły, że Klement postanowił przekonać Laurina do założenia spółki.
W grudniu 1895 roku otworzył razem z Václavem Laurinem przedsiębiorstwo, w którym zatrudniali dwóch robotników i ucznia. Ich celem była produkcja rowerów, ale początkowo zdecydowali się na montaż z gotowych części rowerów pod marką Slavia. wobec dużej konkurencji na rynku, przedsiębiorstwo w reklamach podkreślało narodowy charakter i odwoływało się do patriotyzmu.
W miarę upływu czasu wspólnicy zaczęli szukać finansowania dla rozbudowy przedsiębiorstwa i ostatecznie pożyczki udzielił im austriacki Länderbank. W 1898 roku Laurin i Klement zaczęli eksperymentować z pierwszymi motocyklami, ale sprowadzony przez nich model okazał się niefunkcjonalny. Zdecydowali wówczas o zaprojektowaniu własnego motocykla, którego premiera odbyła się 18 listopada 1899 roku w Pradze. Nowe motocykle spotkały się z entuzjastycznym przyjęciem dziennikarzy. W pierwszych latach XX wieku rosła sprzedaż i eksport, przedsiębiorstwo zwiększało zatrudnienie, a ich produkty zdobywały wyróżnienia i nagrody. W tym także okresie Klement sprzedał księgarnię, którą od pewnego już czasu prowadziła żona. Od 1905 roku przedsiębiorstwo zaniechało produkcji rowerów, skupiając się na motocyklach i rozpoczęło produkcję samochodów, by z czasem skoncentrować się wyłącznie na samochodach. W tym samym roku przedsiębiorstwo Seidel & Naumann kupiło licencję na silniki Laurina i Klementa.
Szybko Klement dostrzegł, że przedsiębiorstwo potrzebuje do rozwoju więcej kapitału, który można pozyskać tylko przez przekształcenie w spółkę akcyjną. W zrestrukturyzowanym przedsiębiorstwie Klement został dyrektorem generalnym, a Laurin dyrektorem technicznym. W ostatnich latach przed wybuchem I wojny światowej Klement wysłał belgijskiej fabryki samochodów Minerva szpiega przemysłowego, który jednak szybko został zdekonspirowany. Po wybuchu wojny Klement pojechał do Wiednia, by zapewnić przedsiębiorstwu zamówienia rządowe, co dałoby przedsiębiorstwu bezpieczeństwo finansowe, a pracownikom zwolnienie od mobilizacji. Przez okres wojny fabryka produkowała m.in. ciężarówki i pociski. Po zakończeniu wojny przedsiębiorstwo utraciło wiele rynków zbytu z powodu przekształceń politycznych, a w samych Czechach pojawiły się konkurencyjne przedsiębiorstwa Praga, Tatra i Walter Motors.
W nocy 27 czerwca 1924 r. wybuchł w fabryce pożar, powodujący znaczne straty. By mieć pieniądze na odbudowę i rozwój, postanowił włączyć przedsiębiorstwo w skład koncernu Škoda, co nastąpiło w 1925 roku. Od tego czasu Klement stracił wpływ na działalność przedsiębiorstwa, zmarł w grudniu 1930 roku.